# Breakbeat
Breakbeat – gatunek elektronicznej muzyki tanecznej, w której mocno akcentowane są instrumenty perkusyjne, często przez sample, jak również bębny i wszelkiego rodzaju instrumenty tworzące rytmiczne uderzenia (tzw. beaty).

## Charakterystyka
Charakterystycznym elementem gatunku jest przebieg rytmiczny. Dwudzielne metrum, przełamywane jest synkopami (w przeciwieństwie do prostszych w budowie uderzeń w muzyce house). Linia basu nie jest ułożona harmonicznie do beatu. Breakbeat nierzadko ma sample perkusyjne, lecz częściej wykonuje się go z uderzeń podobnych do techno i funk. Najczęściej robiony jest na syntezatorach i automatach perkusyjnych. Utwory breakbeatowe mają wolniejsze tempo od utworów muzyki house, a szybsze tempo od utworów muzyki hip-hop.
Podgatunek często jest mylony z big beat, lecz jest on od niego bardziej psychodeliczny i uderzenia (beat) są w tej samej formie przez większość utworu. Zdarza się też, że jest mylony z drum and bass, ale jest to bardzo wielka różnica (DnB – szybsze tempo, mniej wyczuwalny beat, zwykle zamiast tego używany bass, uczucie "biegania" podczas słuchania takiego utworu).

## Historia
Za pionierów tego gatunku uważany jest angielski zespół muzyczny The Prodigy. Tymczasem zalążki muzyki breakbeat widać już w latach 70. między innymi u DJ-a Kool Herca i na przykład Afrika Bambaataa. DJ-e w swoich miksach wykorzystywali najczęściej charakterystyczne breaki z utworów funkowych. Między innymi takich wykonawców jak Jamesa Browna czy The Winstons. Największy wpływ na rozwój tego gatunku miały funk, jazz i hip-hop. Doprowadziło to do powstania wielu podgatunków, z których najpopularniejsze są: Nuskool Breaks, Ragga Breaks, Electro Breaks, Hardcore Breaks oraz Progressive Breaks. Współczesny breakbeat często używa brzmienia muzyki dubstep.